# Драгомир Марковић (лекар)
Драгомир Марковић (Лесковац, 1930 — 1996) српски је лекар. После 1966. године ради као лекар неуропсихијатрије и директор Медицинског центра; добија специјализацију из неуропсихијатрије и после положеног специјалистичког испита (1972) постаје начелник Неуропсихијатријске службе до 1990. године. Убрзо после избора за начелника службе др Марковића, др Предраг Марић 1973. године напушта Лесковац и одлази у Власотинце где води службу за акупунтуру.

## Биографија
Др Марковић је рођен у Лесковцу 1930. године у радничкој породици у којој је стекао радне навике, смисао за рад, ред и дисциплину. Основну школу и средње образовање завршио је у Лесковцу, а Медицински факултет у Београду 1956. године. Специјалистички испит из Неуропсихијатрије положио је 1972. године у Београду.
Као лекар почео је са радом на Инфективном одељењу Болнице у Лесковцу, а затим убрзо прешао на дужност Управника Дома здравља. Од 1960. до 1965. године, затим управник Опште болнице 1965/66. године, а потом директор Медицинског центра од 1966. до 1970. године.
У периоду 1970—1990. године налазио се на месту начелника Неуропсихијатријске службе, коју је својим организационим способностима довео у ред. Отворио је савремено одељење, хуманизовао простор и живот, терапијске сусрете лекара и болесника, и тако показао европским и светским експертима да и у малим градовима може да цвета и медицина и наука. Од 1990. године налази се на дужности директора Здравственог центра.
Његов рад није се састојао само у раду своје професије, већ је као свестрана личност давао значајни допринос и у друштвено-политичком животу града и Републике. Радио је и у хуманитарним и спортским организацијама. Био је заљубљеник и инспиратор ФК „Дубочица”.
Још у раној младости прим. др Марковић је ушао у друштвени животи у том раду обављао низ низ дужности и функција. Од Председника Радничког савета Центра одборника Општинске и Среске скупштине, републичког посланика социјално-здравственог већа скупштине и других многобројних обавеза које је веома успешно обављао. Увек и интензивно је радио на свом стручном усваршавању. Објавио је 35 стручних радова. Био је члан Конференције неуропсихијатара Југославије, члан редакционог одбора Југословенског часописа за клиничку психијатрију, психологију и граничне дисциплине „Engrami”, и члан уредништва часописа Подружнице Српског лекарског друштва у Лесковцу „Apolinem Medicum et Aesculapium”. Др Драгомир је био један од активних чланова Психијатријске секције СЛД и учесник многобројних симпозијума и конгреса. У два мандатна периода био је председник Подружнице СЛД у Лесковцу. Био је и члан председништва Српског лекарског друштва. 
Поред свега овога био је председник Регионалног удружења дристрофичара, члан Председништва заједнице здравствених установа СР Србије, члан Републичког савета за здравље и социјалну политику, итд. 
Његов рад је награђен многим признањима: Октобарском наградом Медаље за изванредне заслуге у развоју града, Орденом града са зланим венцем, Орденом заслуге за народ са златним зрацима, Републичком значком за војне заслуге, Повеље за рад у Србском лекарском друштву, Плакетом заслужног фудбалског радника ФСЈ, и другим многобројним признањима. Добитник је и звања Примаријус, али и признања у виду многобројних повеља, плакета, захвалница за стручне активности и у многим хуманитарним организацијама.
Прим. др Драгомир Марковић, као руководилац у здравственим установама, људским контактима налазио добротворе, градио нове просторе, осавремењивао дијагностичку технику. Добро је знао да без стручно едукованог кадра нема ни доброг рада у здравственој служби. Несебичним залагањем свог ауторитета и утицаја учинио је да се обезбеђује стручно усавршавање свих здравствених радника.
После смрти која га је затекла на дужност директора здравственог центра заменио га је др Милорад Величковић, као статутарни заменик.